# باول أوكسلي
باول أوكسلي (بالإنجليزية: Paul Oxley)‏ هو منتج أسطوانات وكاتب أغاني وشاعر بريطاني، ولد في 9 أغسطس 1953.

## روابط خارجية
- باول أوكسلي على موقع IMDb (الإنجليزية)